# Canzo
Canzo é uma comuna italiana da região da Lombardia, província de Como, com cerca de 5.035 habitantes. Estende-se por uma área de 11 km², tendo uma densidade populacional de 445 hab/km². Faz fronteira com Asso, Caslino d'Erba, Castelmarte, Cesana Brianza (LC), Civate (LC), Eupilio, Longone al Segrino, Proserpio, Pusiano, Valbrona, Valmadrera (LC).

## Demografia
| Variação demográfica do município entre 1861 e 2011                               |
|                                                                                   |
| Fonte: Istituto Nazionale di Statistica (ISTAT) - Elaboração gráfica da Wikipedia |